# Remigia Salazar
Remigia Salazar (ca. 1805 - 1860) est une imprimeuse, éditrice et écrivaine philippine.
Elle est connue pour être la première femme native des Philippines à réussir comme éditrice et propriétaire d’une imprimerie après deux siècles d’imprimerie dans le pays. Elle a aussi fondé le premier quotidien du pays en 1846.

## Biographie

### Vie personnelle
Il existe très peu de documents sur la vie personnelle de Remigia Salazar. Selon Luciano P. R. Santiago, si l'on se base sur son prénom, elle serait née le jour de San Remigio, c'est-à-dire le 13 janvier, vers l'année 1800.
Santiago pense que Remigia Salazar aurait étudié au Beaterio de Sta. Catalina de Sena, une école de choix pour les familles de l'élite du pays, qui se situe près de la presse de l'université, où Cándido López était apprenti. Ils se seraient ainsi rencontrés à proximité.
Il estime aussi qu'au vu de la prépondérance des publications de Salazar en hiligaïnon, le couple aurait vécu un temps dans les Visayas occidentales, où c'est la langue principale. On sait en revanche que Remigia Salazar était installée à San Rafael (Bulacan), tout près de Manille, pendant sa carrière.
À la suite du décret de 1849 systématisant les patronymes philippins, sa famille rejette le nom espagnol Salazar pour utiliser le vernaculaire Talusan, allant ainsi à l'encontre de l'usage de la plupart des familles autochtones qui faisaient l'inverse. Son nom officiel est ainsi consigné sous la forme « Doña Remigia Talusan Viuda del impresor Don Cándido López » (Don/Doña étant une particule attribuée aux directeurs d'imprimerie),.

### Contexte éditorial dans les Philippines espagnoles
L'imprimerie et l'édition dans les Philippines espagnoles existent depuis le XVIe siècle. Basées à Manille, le centre colonial de l'archipel, elles sont réglementées par l'archevêque et la cour suprême, régentées par le gouverneur général lui-même. Les propriétaires de ces imprimerie sont typiquement des hommes espagnols s'appuyant sur des travailleurs autochtones.
Pour être publié, un texte doit être validé par un censeur qui s'assure qu'il ne viole pas « la pureté de la foi, des bonnes mœurs, et les prérogatives royales » puis doit être approuvé par les officiers des « Deux majestés » (Ambas Majestades). Les réimpressions — fréquentes à cause de la qualité du papier utilisé — doivent repasser par le même processus. L'ouvrage est usuellement publié dans l'année suivant la validation finale.
Le journalisme dans les Philippines ne commence qu'au début des années 1810 (le pays est toujours sous domination espagnole) avec une publication officielle, Del Superior Gobierno, qui ne rapporte aucun fait local. Pour se renseigner, les Philippins attendent qu'arrive la presse de Hong Kong, Colombo ou Paris, plusieurs semaines après leur publication.
Vient ensuite le Triennat libéral (1820 - 1823) qui voit s'appliquer la Déclaration de liberté d'expression dans tout le royaume : de nombreux pamphlets et journaux éphémères — politisés ou non — sont publiés ; on critique l'Église catholique et on défend les Philippins autochtones pour la première fois,.
Puis, une fois l'absolutisme revenu en Espagne, toute publication de journal est interdite pendant deux décennies.

### Remigia Salazar, première éditrice
Le phénomène socio-politique de ces dernières décennies fait naître une forme de conscience nationale (kamalayang pambansâ), à laquelle vont prendre part plusieurs femmes, dans plusieurs domaines : le commerce, l'industrie, l'agriculture, etc. — on les appelle les Mujeres fuertes (« femmes fortes »), après avoir été exclues de toute activité « en dehors de la maison ou du couvent ».
Le monde littéraire philippin est en ébullition dans les années 1830 et la première écrivaine à publier au pays est l'Hispano-philippine María Varela de Brodett (1814-1864) en 1838, très influencée par son oncle, l'écrivain Luis Rodríguez Varela (es), surnommé « El Conde Filipino » et défenseur des indios, les autochtones des Philippines. Le premier journal à rompre avec la censure est le Semanario Filipino en 1843.
En 1844, Cándido López, le mari de Remigia Salazar, responsable de l'imprimerie de l'université de Santo Tomas, publie le premier ouvrage d'une écrivaine philippine native, Luisa Gonzaga de León, un recueil de prières espagnoles traduites en kapampangan. Quand il meurt l'année suivante, Remigia Salazar fonde l’Imprenta de la Viuda de López (« Imprimerie de la Veuve de López ») à Manille,, et devient la « première et seule femme éditrice et propriétaire d'une imprimerie à avoir du succès à Manille au XIXe siècle, ». Tandis que la présence de femmes sur le campus universitaire était a priori découragée, une exception semble avoir été faite pour l'épouse de Don Cándido López, qui avait par ailleurs déjà accompagné son mari à l'imprimerie et connaît les ficelles du métier. Dès la première année elle obtient des licences pour réimprimer trois ouvrages, imprimés l'année suivante, au terme de laquelle elle en a imprimés 12.

En 1848, Remigia Salazar écrit un ouvrage, Novena de Santo Tomás de Villanueva en idioma panayano (« Neuvaine de saint Thomas de Villeneuve en langue de Panay »), qui devient ainsi le deuxième livre écrit par une Philippine. Selon Totanes, tous deux sont des ouvrages religieux écrits en espagnol puis traduits en langue locale, tandis que Luciano P. R. Santiago suggère que l'ouvrage de Salazar a en fait été traduit depuis le hiligaïnon. Au total, on connaît 29 ouvrages publiés par Salazar, dont 10 dans cette langue — Salazar est en fait la première éditrice à publier un livre dans cette langue — contre 8 en espagnol, le reste étant dans des langues locales, tous de thèmes religieux,. Cela peut expliquer pourquoi elle a été choisie par les auteurs ilongo et les moines qui écrivaient des pièces religieuses en hiligaïnon ; la langue des ouvrages publiés par Salazar est l'un des facteurs de son succès éditorial. Luciano Santiago va plus loin : 

« De par la qualité, la quantité et la variété des œuvres qu'elle a imprimées, Doña Remigia a aidé à promouvoir le développement et la diffusion simultanés et intégrés d'une langue majeure des Philippines et de sa littérature. »

### Remigia Salazar, éditrice du premier quotidien du pays
En 1846, Salazar crée à Manille le journal La Esperanza, Diario de Manila (« L'Espoir, Journal de Manille »), premier quotidien des Philippines,,, qui existe jusqu'en 1850 — « un succès, considérant toutes les difficultés auxquelles elle a dû faire face ». Enjeu pour le gouverneur général afin de s'élever au niveau d'autres capitales de la région, les rédacteurs en chef choisis pour l'élaboration du premier quotidien du pays sont deux hommes espagnols recommandés par l'intelligentsia espagnole de Manille,. Mais à la surprise générale, c'est une femme, indienne qui plus est, qui en est l'imprimeure-éditrice, forte de son rythme de publication d'un livre par mois dans sa maison d'édition,. Pour l'assister, elle embauche un criollo, Don Miguel Sánchez of Binondo, comme maître imprimeur de son imprimerie, qui est alors la deuxième du pays après celle de l'université,.
La Esperanza, Diario de Manila est lancé le 1er décembre 1846 à Manille. Il est distribué tous les jours sauf le lundi et est envoyé aux trois autres capitales régionales et ecclésiastiques de l'archipel : Cebú, Nueva Cáceres (actuelle Naga) et Nueva Segovia (en) (actuelle Vigan). Le journal est rapidement attaqué par un journal concurrent, La Estrella: Diario de Avisos y Noticias, principalement sur le fait qu'il soit dirigé par une femme. Sans conséquences, la polémique pousse néanmoins Remigia Salazar à demander à ses employés d'améliorer la qualité de l'impression,.
En 1849, Don Miguel Sánchez of Binondo est promu directeur de Amigos del País, imprimeurs de La Estrella, se séparant à l'amiable de sa mentor. Remigia Salazar se voit donc dans l'obligation d'engager Don Pedro García à la tête de l'imprimerie ; ensemble, ils publient 12 livres en deux ans.
Tandis que le journal aborde les sujets officiels, économiques et religieux, il contourne ou maquille certains sujets critiques vis-à-vis de l'Espagne pour éviter la censure. Les premiers écrivains philippins sont probablement apparus sur les pages des journaux de cette époque, qui n'incluent que ce titre ainsi que Semanario Filipino (qui n'est pas un quotidien) et La Estrella. Ce dernier cesse son activité le 1er janvier 1849, et La Esperanza un an plus tard, en juin ou juillet 1850.

### Retraite
Elle publie encore cinq livres la même année, puis prend sa retraite.
Vers 1860, Luisa Gonzaga de León et Remigia Salazar publient deux longs romans dans le style poétique tagalog à la mode ; les deux premières écrivaines philippines à écrire un ouvrage en espagnol comme langue vernaculaire sont Leona Florentino (1849-1884), poète et dramaturge, et Dolores Paterno (en) (1854-1881), compositrice.
Santiago de conclure :

« De par ses précieuses entreprises et ses contributions à la vie culturelle philippine, des trois femmes pionnières philippines du XIXe siècle, c'est Doña Remigia qui, sans le savoir, a exercé la plus large influence dans la société coloniale de son temps. En tant qu'imprimeur-éditeur, elle a non seulement diffusé des informations vitales, mais elle a également favorisé et fomenté un éventail de discours et de mouvements laïques, religieux et holistiques personnels, interpersonnels et transpersonnels. »